# Žarko Đurišić
Žarko Đurišić, né le 31 mars 1961, à Podgorica, en République fédérative socialiste de Yougoslavie, est un ancien joueur de basket-ball slovène.

## Palmarès
- Coupe de Slovénie 1992, 1993, 1994, 1995
- Coupe d'Europe 1994